# Sciara exsequialis
Sciara exsequialis är en tvåvingeart som beskrevs av Frederick Askew Skuse 1890. Sciara exsequialis ingår i släktet Sciara och familjen sorgmyggor. Inga underarter finns listade i Catalogue of Life.